# Tigrul Celtic

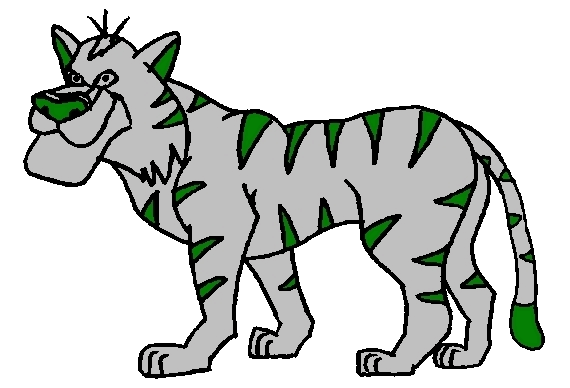
Personficare comică a Tigrului Celtic

Tigrul Celtic (An Tíogair Ceilteach în irlandeză) este un nume pentru Republica Irlanda în timpul creșterii sale economice susținute în anii 1990 și 2001-2002. Termenul este folosit și ca un nume pentru perioada aceasta (adică, anii Tigrului Celtic) și pentru țară în perioada aceea.
Termenul Tigrul Celtic a fost prima dată folosit de economistul irlandez David McWilliams în 1994. Termenul este o analogie la numele Tigrii Est Asiatici, folosit pentru mai multe state din Asia de Est (Coreea de Sud, Singapore, Hong Kong și Taiwan) în boom-ul lor economic din anii 1980 și anii 1990. Alte nume pentru boom-ul irlandez sunt simplu The Boom (boom-ul) sau Miracolul Economic Irlandez.
Tigrul Celtic original a fost între mijlocul aniilor 1990 până la 2001, când s-a înregistrat o slăbire în creștere economică mondială. Între 1991 și 2003, economia irlandeză a crescut cu o medie de 6,8% pe an, fapt care a ridicat nivelul de trai al Irlandei până la a egala sau chiar întrece alte state din Europa de Vest. Trebuie menționat că, înaintea anilor 1990, Irlanda era printre cele mai sărace state din Europa de Vest, iar la ora actuală, după anii Tigrului Celtic, este al doilea cel mai bogat stat din Europa, după Luxemburg, considerând PIB-ul pe cap de locuitor. Apogeul creșterii economice a fost atins în 1999, când PIB-ul Irlandei a crescut cu 11,1%, după o creștere de 8,7% în 1998 și 10,8% in 1997. Economia a continuat să crească cu rate de peste 6% pe an în 2001, 2002 și 2003.

## Cauze
Următoarele sunt printre cauzele principale a fenomenului Tigrului Celtic:
- Rată scazută de impozitare - mulți economiști atribuie creșterea spectaculoasă a Irlandei în anii 1990 impozitului foarte scăzut pe profit, ajungând la 10-12,5% în anii 1990, fapt care a încurajat investiții străine la un nivel foarte înalt. În comparație, alte țări din Europa de Vest, precum Regatul Unit, Franța și Germania, aveau impozite corporative de peste 30%.
- Inițiative guvernamentale - multe companii din industria de tehnologie a informației au fost atrase să investească în Irlanda din cauza unor proiecte guvernamentale care la dădeau garanții și alte facilități avantajoase. Organizații guvernamentale ca IDA Ireland au atras zeci de companii mari să-și fondeze centre regionale în Irlanda, precum Dell, Intel, Microsoft și Gateway.
- Fonduri UE - la începutul anilor 1990, Irlanda avea un PIB pe cap de locuitor printre cele mai scăzute din Uniunea Europeană. Din cauza asta, a primit subvenții și fonduri de la UE, mai ales de la Franța și Germania, de multe ori valorând 7% din PIB. Acestea au ajutat la dezvoltarea infrastructurală a țării, fapt care a dat șansa Irlandei să înregistreze rate mai mari de creștere între 1995 și 1999. Printre dezvoltările atribuite fondurilor UE se află și un sistem de învățământ gratuit, incluzând facultate gratuită, care a făcut ca forța de muncă irlandeză să fie printre cele mai avansate din lume.
- Participare în UE - Irlanda a devenit membră UE în 1973, fapt care i-a dat acces la piața comună europeană, cu șansa de a exporta direct pe piețele europene. Înainte de adererea Irlandei la Uniunea Europeană, majoritatea importurilor și exporturilor se desfășurau prin Regatul Unit.
- PIB-ul scăzut în anii 1980 - mulți economiști spun că creșterea economică a Irlandei în anii 1990 era inevitabilă, fiind că pentru multe decenii, a avut o creștere destul de scăzută și avea un PIB pe cap de locuitor destul de scăzut până în anii 1990. Din această cauză, Irlanda avea o forța de muncă mai ieftină decât în alte părți ale Europei de Vest, care încuraja investițiile străine, datorită prețurilor competitive. Acest fapt a stimulat creșterea economică. Trebuie menționat că, în ziua de astăzi, dupa ce Irlanda a devenit printre cele mai bogate țări din lume, are printre cele mai scumpe forțe de muncă din lume, deși rămâne atractivă pentru investiții străine pentru muncitorii săi educați și vorbitori de engleză.
- Procentaj mare de vorbitori de engleză - Deși irlandeza este limba națională a Irlandei, limba engleză este cea mai vorbită limbă, limba maternă pentru aproape toată populația țării. Acest fapt a dat un avantaj Irlandei în comparație cu alte țări cu forță de muncă ieftină, ca Portugalia sau Spania, fiindcă muncitorii irlandezi puteau să comunice mult mai eficient și ușor, în engleză, cu clienți din America de Nord.

## Consecințe
În timpul Tigrului Celtic, Irlanda a fost transformată din una dintre cele mai sărace țări din Europa de Vest în una dintre cele mai bogate. Astăzi, are al doilea cel mai mare PIB pe cap de locuitor din Europa, și printre cele mai ridicate niveluri de trai din lume.
Consecințele principale ale Tigrului Celtic includ:

### Consecințe economice
- Veniturile medii ale populației au crescut semnificativ, stimulând o creștere importantă în consum. A devenit ceva obișnuit să se vadă mașini scumpe și haine de marcă în orașele irlandeze.
- Rata șomajului a căzut de la 18% în anii 1980 la doar 4,2% în 2005. Adică, Irlanda a trecut de la având printre cele mai ridicate rate a șomajului din Uniunea Europeană, la având cea mai scăzută rată din UE în 2005.
- Inflația a crescut, de multe ori ajungând peste 5% în timpul Tigrului Celtic. Asta a cauzat prețurile în Irlanda să atingă niveluri nord-europene. Prețurile la mâncare au fost afectate cel mai tare - de multe ori, prețurile în magazinele en gros din Republica Irlanda erau de două ori mai mari decât cele din Irlanda de Nord, care face parte din Regatul Unit (și nu a trecut printr-o perioadă de boom economic).
- Datoria publică externă a scăzut dramatic, ajungând la doar 34% din PIB la sfârșitul anului 2001. Astăzi, rata datoriei externe a Irlandei este printre cele mai scăzute din Europa, fapt care a dat o șansă o creșterii cheltuelilor publice (guvernamentale) fără o creștere semnificativă a impozitelor.
- Noua bunăstare a țării a cauzat investiții mari în infrastructură. Planul Național de Dezvoltare a reconstruit infrastructura de transport, incluzând șosele, și s-au deschis diverse servicii noi de transport, ca și Luas și Tunelul Portuar Dublin. Autoritățile locale au modernizat peisajul urban, reparând străzile, renovând parcurile și locurile publice, și construind monumente noi ca și Spire of Dublin.

### Consecințe sociale și culturale
- Emigrația din Irlanda spre alte țări din Europa și America de Nord a scăzut dramtic, Irlanda devenind în ultimii ani chiar destinație pentru emigranți din toată lumea. Acest fapt a avut două efecte principale - în primul rând, populația Irlandei a început să crească din nou, după decenii de scădere, și orașele principale, mai ales Dublin, au devenit multiculturale.
- Creșterea veniturilor a fost blamată din cauza creșterii infracționalității, mai ales în rândul tinerilor. Legătură se zice că este între faptul că tinerii aveau mai multe putere de cumpărare, pe care o cheltuiau pe alcool, care la rândul său ducea la o creștere în rata infracționalității
- Cultura tradițională irlandeză a fost "modernizată", fiind influențată de idealele capitaliste americane adoptate în timpul Tigrului Celtic.
- Irlanda a trecut printr-un proces de urbanizare, datorită faptului că mulți tineri au plecat din zonele rurale să lucreze și să trăiască în centre urbane, unde existau foarte multe oportunități de muncă din cauza creșterii economice.
- Atitudinile sociale s-au schimbat destul de mult în timpul Tigrului Celtic. Irlandezii au devenit mai progresivi - divorțul și homosexualitatea au fost legalizate în anii 1990, și două femei au fost alese președinte. Republica Irlandeza a dezvoltat nu numai o economie modernă, dar a devenit și un stat modern european în termeni de politică socială și toleranță.
- Irlanda a devenit credibilă pe plan mondial, mai ales în domeniul cultural și sportiv. Simboluri irlandeze moderne, precum Riverdance și U2, au fost fondate în timpul Tigrului Celtic.
- Deși nu singurul motiv, prosperitatea economică a Republicii Irlanda a avansat procesul de pace în Irlanda de Nord. O rată mai scăzută a șomajului și sporirea numărului de transferuri de bunuri și servicii între Republica Irlanda și Irlanda de Nord, au creat un mediu mai stabil. Semnarea Acordului de la Belfast în 1998 a stabilizat conflictul care a umbrit Irlanda din anii 1960.